# Alpenpokal 1977
Der Alpenpokal 1977 war die 17. Auflage des Fußballwettbewerbs. Stade Reims gewann das Finale gegen den SEC Bastia.

## Gruppenphase

### Gruppe A
| Pl.                                                              | Verein            | Sp. | S | U | N | Tore    | Diff. | Punkte | Bonus | Gesamt |
| ---------------------------------------------------------------- | ----------------- | --- | - | - | - | ------- | ----- | ------ | ----- | ------ |
| 1.                                                               | SEC Bastia        | 4   | 3 | 1 | 0 | 008:300 | +5    | 07     | 1     | 8      |
| 2.                                                               | FC Lausanne-Sport | 4   | 2 | 1 | 1 | 005:400 | +1    | 05     | 0     | 5      |
| 3.                                                               | Olympique Lyon    | 4   | 1 | 0 | 3 | 008:900 | −1    | 02     | 0     | 2      |
| 4.                                                               | FC Basel          | 4   | 1 | 0 | 3 | 007:120 | −5    | 02     | 0     | 2      |
| 1 Bonuspunkt pro Spiel, das mit 3 oder mehr Toren gewonnen wird. |                   |     |   |   |   |         |       |        |       |        |

| 16. Juli 1977     |     |                   |
| FC Basel          | 2:3 | SEC Bastia        |
| FC Lausanne-Sport | 2:1 | Olympique Lyon    |
| 19. Juli 1977     |     |                   |
| FC Basel          | 3:2 | Olympique Lyon    |
| FC Lausanne-Sport | 1:1 | SEC Bastia        |
| 23. Juli 1977     |     |                   |
| SEC Bastia        | 3:0 | FC Basel          |
| Olympique Lyon    | 1:2 | FC Lausanne-Sport |
| 26. Juli 1977     |     |                   |
| SEC Bastia        | 1:0 | FC Lausanne-Sport |
| Olympique Lyon    | 4:2 | FC Basel          |

### Gruppe B
| Pl.                                                              | Verein             | Sp. | S | U | N | Tore    | Diff. | Punkte | Bonus | Gesamt |
| ---------------------------------------------------------------- | ------------------ | --- | - | - | - | ------- | ----- | ------ | ----- | ------ |
| 1.                                                               | Stade Reims        | 4   | 3 | 0 | 1 | 014:400 | +10   | 06     | 1     | 7      |
| 2.                                                               | Servette Genf      | 4   | 3 | 0 | 1 | 006:800 | −2    | 06     | 1     | 7      |
| 3.                                                               | Girondins Bordeaux | 4   | 1 | 1 | 2 | 005:800 | −3    | 03     | 0     | 3      |
| 4.                                                               | Neuchâtel Xamax    | 4   | 0 | 1 | 3 | 006:110 | −5    | 01     | 0     | 1      |
| 1 Bonuspunkt pro Spiel, das mit 3 oder mehr Toren gewonnen wird. |                    |     |   |   |   |         |       |        |       |        |

| 16. Juli 1977      |     |                    |
| Girondins Bordeaux | 0:1 | Servette Genf      |
| Stade Reims        | 4:2 | Neuchâtel Xamax    |
| 19. Juli 1977      |     |                    |
| Neuchâtel Xamax    | 1:1 | Girondins Bordeaux |
| Servette Genf      | 1:0 | Stade Reims        |
| 23. Juli 1977      |     |                    |
| Neuchâtel Xamax    | 1:2 | Stade Reims        |
| Servette Genf      | 4:0 | Girondins Bordeaux |
| 26. Juli 1977      |     |                    |
| Girondins Bordeaux | 4:2 | Neuchâtel Xamax    |
| Stade Reims        | 8:0 | Servette Genf      |

## Finale
Das Spiel fand am 29. Juli 1977 in Reims statt.
|             | Ergebnis |            |
| ----------- | -------- | ---------- |
| Stade Reims | 3:1      | SEC Bastia |